# Tokyo Broadcasting System
Tokyo Broadcasting System, Incorporated (株式会社東京放送, Kabushiki-gaisha Tōkyō Hōsō), o per les seues sigles, TBS, és una cadena de televisió comercial del Japó, amb seu en Tòquio.
TBS gestiona la JNN (Japan News Network), una xarxa de distribució de continguts per a televisió amb 28 canals afiliades i alhora també posseeix una xarxa d'estacions de ràdio, la JRN (Japan Radio Network), amb 34 canals afiliats i gestionada per TBS Radio (TBSラジオ).
Entre els programes produïts per la cadena destaquen Takeshi's Castle (風雲!たけし城 Fūun! Takeshi Jō) i la sèrie Ultraman.

## TBS Group
Accions
- Tokyo Broadcasting System Holdings, Inc.

Radiodifusió
- Tokyo Broadcasting System Television, Inc.
- TBS Radio & Communications, Inc.
- BS-TBS, Inc.
- C-TBS, Inc.
- TBS Service, Inc.
- TBS-Vision, Inc.
- ACS, Inc.
- Akasaka Video Center Co., Ltd.
- Tokyo Broadcasting System International, Inc.
- TBS TriMedia, Inc.
- TC Entertainment, Inc. (programari de DVD de Sells de Suite PreCure i Smile PreCure! o Dokidoki! PreCure)
- Dreamax Television
- Akasaka Graphics Art, Inc.
- F&F, Inc.
- Telecom Sounds
- Procam Co., Ltd.
- Jasc
- VuCast
- Nichion, Inc.

Negocis immobiliaris
- Midoriyama Studio City
- TBS Planning, etc.